# Volvo S60
A Volvo S60 a svéd Volvo autógyár kompakt modellje. 2000-től került gyártásba, két modellváltozatban. A Volvo S70 utódja.
Az első generációt (2000–2009)[1] 2000 őszén kezdték el gyártani a P2 platformon. Hasonló designal készült a kombi változata, amit V70-nek hívtak. A sport változata az S60 R. A formáját az ECC tanulmány és az S80 iheltte.
A második generációt (2010–2018) 2010-ben kezdték gyártani, a 2011-es modellévben már kombi változata is volt V60 néven. Ebből készült dízel-hibrid változat, V60 Plug-in Hybrid néven.
A harmadik generáció 2018 óta készül. Az SPA (Scalable Product Architecture) platform rövidített változatára épül, a Volvo első amerikai gyárában Ridgeville-ben, (South Carolina). Az Egyesült Államok a fő gyártási helye az S60 Sedannak, de Kínában is gyártani fogják 2019-től. Érdekesség hogy a harmadik generációs S60-ból nem lesz dízelmotoros változat, viszont sedanként és kombiként is elérhető a plugin-hybrid.

## Első generáció (2000–2009)

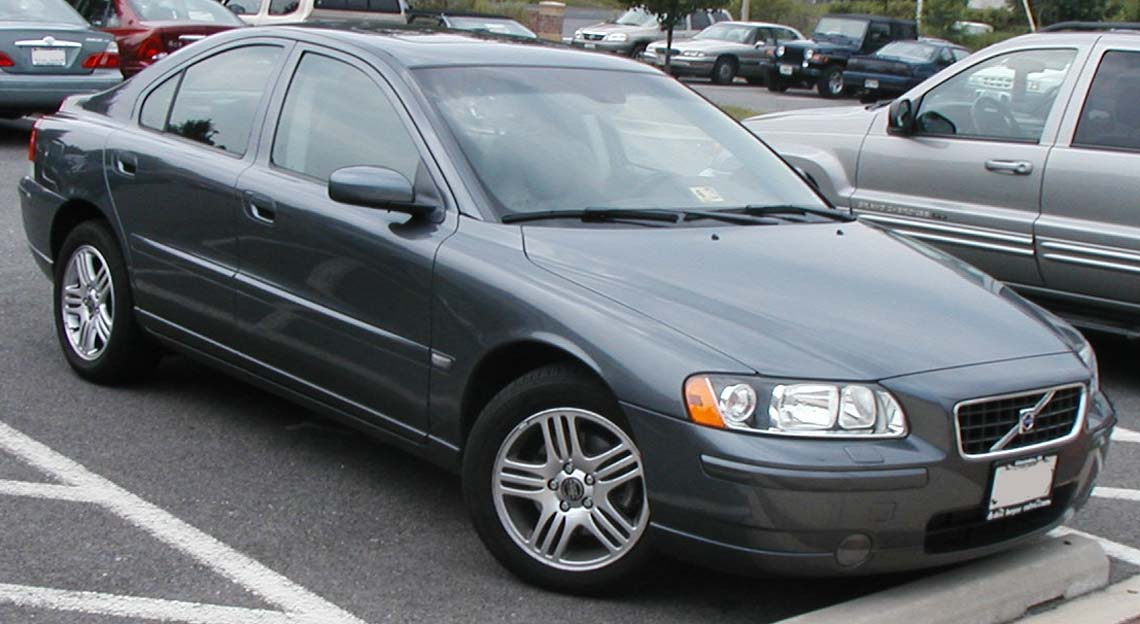
Volvo S60 1. generáció

Az S60 a Volvo P2 platformjára épült, ahogy a többi Volvo modell is, mint például az S80, V70, XC70 és az XC90.
A Volvo S60-at 2000-ben adták ki, a cég új generációs sportos szedánjaként. Az S60 fő konkurense a BMW 3 Sorozat (E46) és a Mercedes-Benz C-osztály (W203). Hosszú ideig gyártották, több ráncfelvarrást is kapott a 9 év alatt. Először 2005-ben frissítették. A külső megújult a színre fújt ajtólécekkel, a lökhárító króm díszítést kapott és a fényszóró is más lett, eltűnt a fekete betét belőle. A belső is kapott néhány újítást, többek között új üléseket és középkonzolt. 2008-ban egy utolsó frissítést kapott teljesen fényezett lökhárítókkal és ajtó betétekkel illetve nagyobb emblémával. Hátul felkerült nagybetűkkel a Volvo felirat. A belső új kárpitozást kapott. 2004 a T5-ös motort újratervezték, 2.3-ról 2.4-re nőtt a lökettérfogata és 10 lóerővel erősebb lett. A módosított turbónak köszönhetően a D5 modell teljesítménye 163 lóerőről 185-re nőtt.
A választható motorok között volt 2.0, 2.3, 2.4 és 2.5-ös benzinesek szívó és dízel változatban, a dízelből 2.4 literes volt elérhető különböző teljesítményszintekkel. A váltók közül 3 fajta manuális volt 5 vagy 6 fokozattal, az automatából 2 fajta Aisin volt 5 és 6 fokozattal.
S60R
2004-ben mutatkozott be a Volvo S60 R Haldex összkerékhajtással és soros 5 hengeres benzinmotorral, 296 lóerővel (221 kW) / 400 Nm. A 2004–2005 modellek 6 sebességes manuális váltóval vagy 5-ös automatával voltak elérhetőek, ami csak 258 lóerőt (350 Nm) engedett első és második fokozatban. A 2006–2007 modellek már 6 sebességes manuális vagy 6-os automata váltóval szereltek (itt már nem volt korlátozás).

## Második generáció (2010–2018)

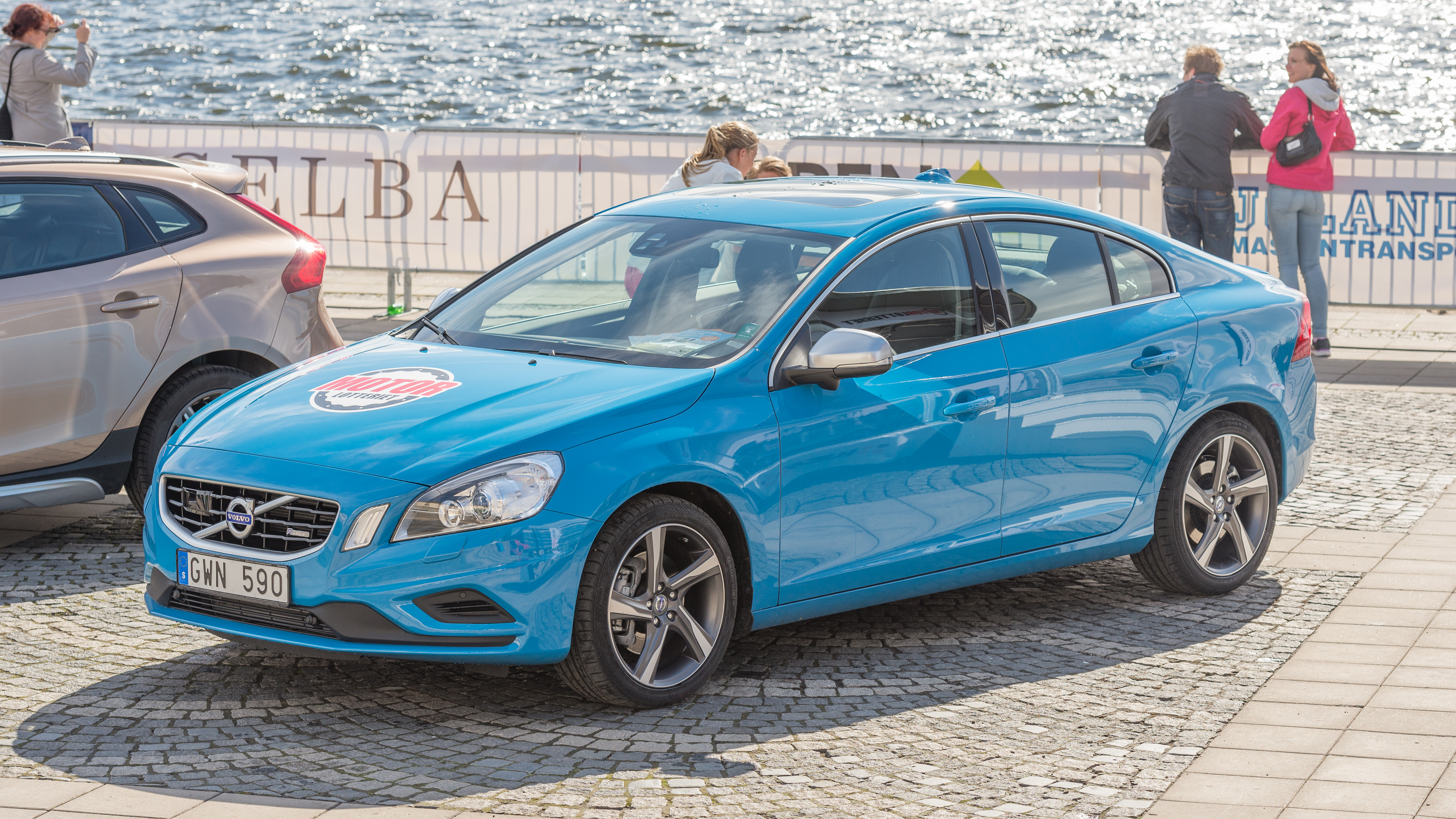
Volvo S60 2. generáció

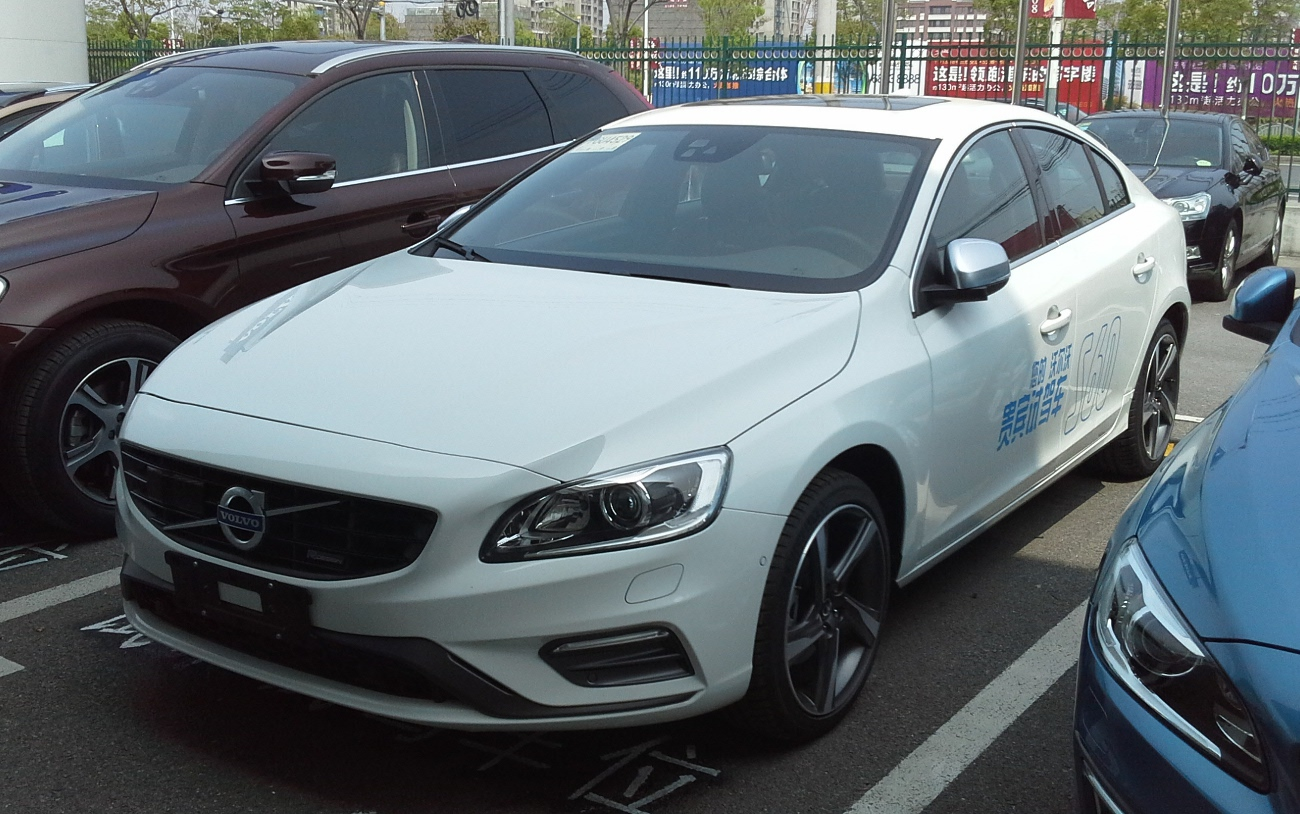
Volvo S60 2.generáció facelift

A második generáció gyártása 2010 május 17-én kezdődött a belgiumi Gent-ben, éves 90.000-es eladással tervezve. Az első hivatalos fotók 2009 novemberében kerültek ki, az autót a 2010-es genfi autószalonon mutatták be. Ez a generáció már az 5. generációs Haldex összkerékhajtással készült. Többek között más az előző modellhez képest nagyobb Volvo embléma, és a LED-es nappali menetfény.
A motorkínálat négy benzines és három dízelt tartalmazott. A benzinesek T3, T4, T5 és T6-ként voltak elérhetőek (4, 5 illetve 6 hengeresek), a dízelek pedig a D3, D5 és 1.6D DRIVe (4 és 5 hengeresek) voltak. Ez utóbbi a Stop Start funkciót tartalmazta. A 2.4-es D5 változatból készült tölthető hibrid, ami egy 50 kW elektromos motort kapott a hátsó tengely meghajtásához.
A Volvo S60 és V60 alapfelszereltsége a City Safety rendszer, ami már az XC60-asban is elérhető volt. Ez a rendszer segít abban hogy városi környezetben (30 km/óra alatt) az autót megállítja, így elkerülve az ütközéseket. Ezt kiegészítve egy új biztonsági funkció, a gyalogos felismerés ("Pedestrian Detection") lehetővé teszi hogy autó lefékezzen az elé lépő gyalogosok előtt, ha a vezető nem reagál időben. Az új szedán a Volvo új formanyelvét követi, ahogy az XC60-as tanulmányautón már látszott, aminek a célja a fiatalabb vásárlóközönség elérése. Az XC60 platformját használja.

### 2014-es facelift
A teljes első rész megújult, új lámpák, sárvédő, lökhárító, szélesebb hűtőrács, új vízszintes nappali menetfény került a típusra. Belül TFT kijelző került a műszeregységbe (az R-Design modellek egyedi kék műszeregységet kaptak). Új váltókapcsolót kapott a T6 AWD és az R-Design modellek. A technológia csomag része lett a gyalogos és biciklis felismerés és a keresztirányú forgalom figyelés. Új radar alapú holttér figyelő (BLIS) rendszer is bekerült az opciók közé ami figyelmeztet a gyorsan közeledő járművekre a holttérből. A keresztirányú forgalom figyelmeztetés a parkoláskor segíti a vezetőt.

### CrossCountry

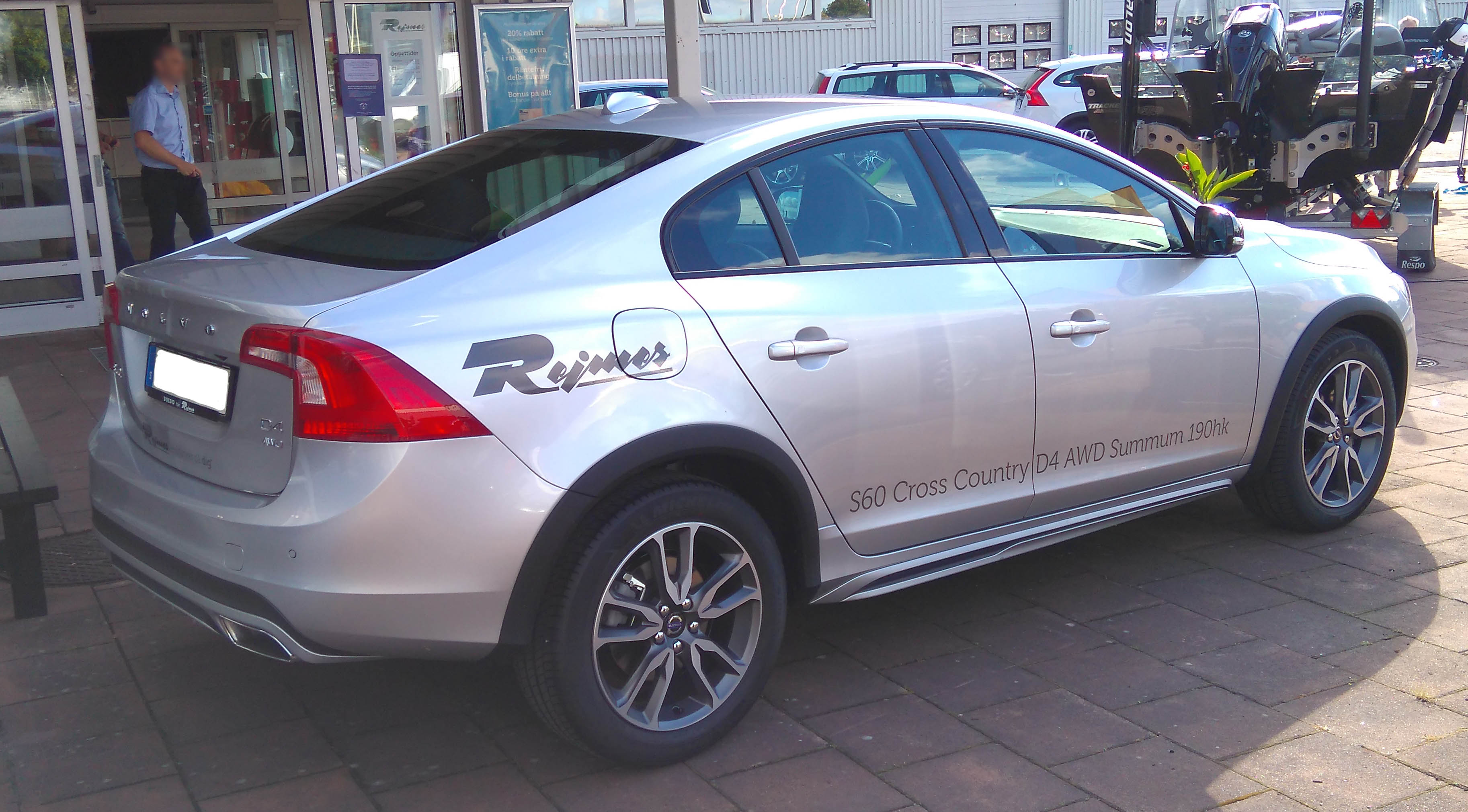
S60 CrossCountry

A 2015-ös modellévben volt elérhető a sedan emelt hasmagasságú terepesített változata, az S60 CrossCountry.

## Harmadik generáció (2019–)

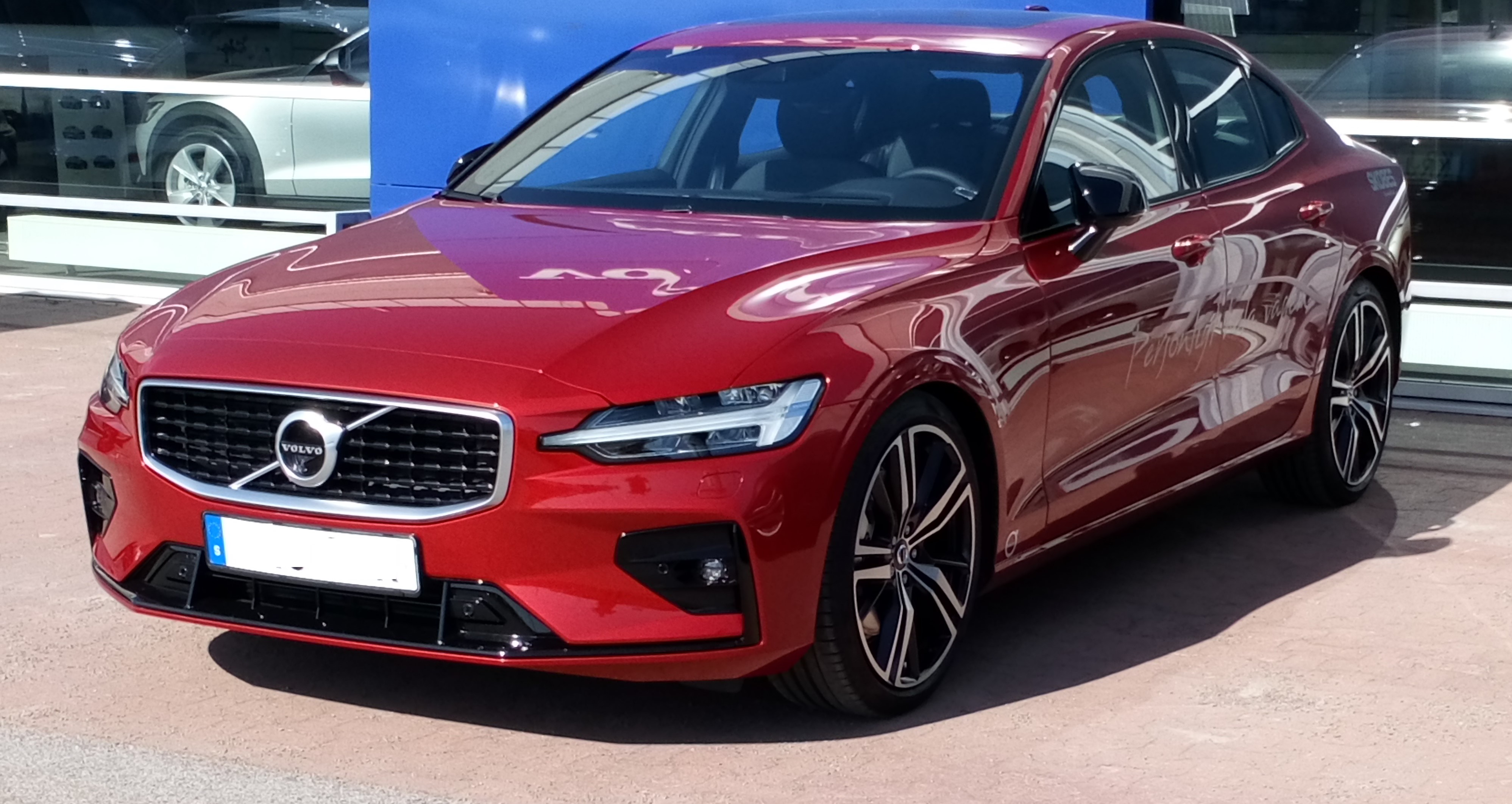
Volvo S60 3.generáció

Az új S60 a kombi változat (V60) után mutatkozott be. Dízel motort nem fog kapni. Momentum, R-Design, Inscription, és Polestar felszereltségi szintekkel lesz elérhető.
Gyártása 2018 végén kezdődött Ridgeville-ben, Dél Karolinában. Ez az első Volvo amit az Egyesült Államokban gyártanak. A 210 ezer m2-es gyár évente 60.000 autót fog az amerikai és a többi piacra gyártani, de ez akár 100.000 is lehet ha a piac igényli. A létesítmény a Volvo 6. gyára a 2 európai 2 kínai és egy maláj helyszín mellett. 2000 munkás fog dolgozni benne.
A gyártás elején három benzines változat elérhető: a T5, ami egy turbófeltöltős 2.0-literes négyhengeres 252 lóerővel és elsőkerék meghajtással; a T6, ami a 2.0 literes négyhengeres turbófeltöltős és kompresszoros változata 318 lóerővel, összkerékhajtással; és a T8, a nagyteljesítményű plug-in hybrid ami a turbófeltöltő és a kompresszoros négyhengeres erejét kombinálja egy elektromos motorral a hátsó tengelyen, összesen 400 lóerővel mind a négy keréken.
A harmadik generációs S60 az egyik az öt elektromos modell közül ami 2019-ben gyártásba kerül a V60 hibrid és egy teljesen elektromos coupe mellett. Ez a generáció is elérhető lesz Polestarként.